# Ramarosan
Ramarosan (en népalais : रामारोशन) est un comité de développement villageois du Népal situé dans le district d'Achham. Au recensement de 2011, il comptait 5 989 habitants.